# Aziatische kampioenschappen schaatsen 2012
De Aziatische kampioenschappen schaatsen 2012 werden op 7 en 8 januari verreden in het Sportpaleis Alau te Astana, Kazachstan.
Deze kampioenschappen bestonden uit een allround- en een afstandendeel. Het allrounddeel was de dertiende editie van de Continentale kampioenschappen schaatsen voor Azië, het Aziatisch kwalificatietoernooi voor de wereldkampioenschappen schaatsen allround 2012. Tegelijkertijd vonden de Aziatische kampioenschappen schaatsen afstanden plaats. De lange afstanden werden maar eenmaal verreden en telden zowel als afstandskampioenschap als voor het allroundkampioenschap. Dit gold niet voor de 1500 meters die daardoor een ernstig verzwakt deelnemersveld kenden. Er namen schaatsers uit vijf landen deel aan het afstandstoernooi. Naast Japan, Kazachstan, Mongolië en Zuid-Korea was ook het voor schaatsbegrippen exotische India vertegenwoordigd. Vishwaraj R. Jadeja nam deel aan enkele afstanden bij de mannen en Shruti Kotwal bij de vrouwen.
In 2012 mochten uit Azië maximaal twee mannen en vier vrouwen aan het WK deelnemen. De toernooiwinnaars van 2011 in het Chinese Harbin waren de Zuid-Koreaan Lee Seung-hoon en de Japanse Eriko Ishino. Ishino werd opgevolgd door haar jonge landgenote Miho Takagi, Lee volgde zichzelf op.

## Mannentoernooi

### Allround
Er namen zeven mannen uit drie landen (Japan, Kazachstan en Zuid-Korea) aan deze editie deel. Deelnemers uit China ontbraken op dit kwalificatietoernooi. De Zuid-Koreaan Lee Seung-hoon won dit continentaal kampioenschap voor de derde keer, het was de vijfde Koreaanse overwinning. Japan en Zuid-Korea mogen namens Azië een deelnemer naar het WK allround afvaardigen.
| Rang   | Schaatser         | Land       | Punten     | 500m         | 5000m       | 1500m          | 10.000m      |
| ------ | ----------------- | ---------- | ---------- | ------------ | ----------- | -------------- | ------------ |
| Goud   | Lee Seung-hoon    | Zuid-Korea | 153,746 BR | 37,84 (2)    | 6.27,12 (1) | 1.49,78 (1)    | 13.32,01 (1) |
| Zilver | Hiroki Hirako     | Japan      | 155,302    | 37,57 (1)    | 6.36,02 (3) | 1.51,78 (3)    | 13.37,39 (2) |
| Brons  | Joo Hyeong-joon   | Zuid-Korea | 156,662 pr | 38,16 (5) pr | 6.35,22 (2) | 1.50,99 (2) pr | 13.59,67 (3) |
| 4      | Teppei Mori       | Japan      | 159,779    | 38,11 (4)    | 6.46,33 (4) | 1.53,81 (5)    | 14.21,99 (4) |
| NC     | Maksim Baklasjkin | Kazachstan |            | 38,58 (6)    | 6.55,23 (6) | 1.52,84 (4)    |              |
| NC     | Nikita Stavtsev   | Kazachstan |            | 39,42 (7)    | 7.01,93 (7) | 1.56,93 (6)    |              |
| NC     | Dmitri Babenko    | Kazachstan |            | 38,01 (3)    | 6.46,41 (5) |                |              |

### Afstanden
| Afstand | Goud           | Zilver           | Brons              |
| ------- | -------------- | ---------------- | ------------------ |
| 2×500m  | Roman Krech    | Kim Yeong-ho     | Viktor Glustsjenko |
| 1000m   | Kim Yeong-ho   | Kim Woo-jin      | Roman Krech        |
| 1500m   | Denis Koezin   | Fjodor Mezentsev |                    |
| 5000m   | Lee Seung-hoon | Joo Hyeong-joon  | Hiroki Hirako      |
| 10000m  | Lee Seung-hoon | Hiroki Hirako    | Joo Hyeong-joon    |

## Vrouwentoernooi

### Allround
Er namen zeven vrouwen uit drie landen (Japan, Kazachstan en Zuid-Korea) aan deze editie deel. Deelnemers uit China ontbraken op dit kwalificatietoernooi. De Japanse Miho Takagi werd de winnares van dit continentaal kampioenschap, het was de elfde Japanse overwinning. Van de vier WK startplaatsen gingen er dit jaar drie naar Japan en een naar Zuid-Korea.
| Rang   | Schaatsster       | Land       | Punten          | 500m         | 3000m          | 1500m          | 5000m               |
| ------ | ----------------- | ---------- | --------------- | ------------ | -------------- | -------------- | ------------------- |
| Goud   | Miho Takagi       | Japan      | 164,521 BR / pr | 39,38 (1)    | 4.11,29 (2) pr | 1.58,49 (1)    | 7.17,63 (5) pr      |
| Zilver | Ayaka Kikuchi     | Japan      | 165,230 pr      | 39,80 (2) pr | 4.13,28 (4)    | 1.58,81 (2)    | 7.16,13 (4) pr      |
| Brons  | Park Do-yeong     | Zuid-Korea | 166,729 pr      | 41,78 (6)    | 4.09,52 (1) pr | 2.01,41 (4)    | 7.08,92 (1) BR / NR |
| 4      | Eriko Ishino      | Japan      | 166,850         | 41,20 (4)    | 4.13,13 (3)    | 2.00,83 (3)    | 7.11,85 (3)         |
| 5      | Shiho Ishizawa    | Japan      | 167,100         | 40,96 (3)    | 4.13,43 (5)    | 2.02,18 (5)    | 7.11,75 (2)         |
| 6      | Jelena Urvantseva | Kazachstan | 174,470 pr      | 42,35 (7)    | 4.26,35 (6)    | 2.05,25 (7) pr | 7.39,78 (6)         |
| NC     | Kim Bo-reum       | Zuid-Korea |                 | 41,74 (6) pr |                | 2.04,49 (6)    |                     |

### Afstanden
| Afstand | Goud              | Zilver               | Brons         |
| ------- | ----------------- | -------------------- | ------------- |
| 2×500m  | Jekaterina Ajdova | Park Seung-ju        | Kim Yoo-rim   |
| 1000m   | Jekaterina Ajdova | Kim Yoo-rim          | Park Seung-ju |
| 1500m   | Olga Zjigina      | Dalanbayar Delgermaa |               |
| 3000m   | Park Do-yeong     | Miho Takagi          | Eriko Ishino  |
| 5000m   | Park Do-yeong     | Shiho Ishizawa       | Eriko Ishino  |

1994 Sapporo · 
1995 Ulaanbaatar · 
1997 Obihiro · 
1998 Obihiro · 
2000 Ulaanbaatar · 
2001 Harbin · 
2004 Chuncheon · 
2005 Ikaho · 
2007 Changchun · 
2008 Shenyang · 
2009 Tomakomai · 
2010 Obihiro · 
2011 Harbin · 
2012 Astana · 
2013 Changchun · 
2014 Tomakomai · 
2015 Changchun